# Музикален колеж „Бъркли“
Музикален колеж „Бъркли“ (на английски: Berklee College of Music), наричан съкратено само Бъркли, е висш колеж в Бостън, щата Масачузетс, САЩ.
Колежът е открит през 1945 г. Известен е с добрия си преподавателски състав, учебни програми и гостуващи артисти.
По данни от 2004 г. в него са записани приблизително 3900 студенти и работят 430 преподаватели. Предлага напълно акредитирана 4-годишна бакалавърска програма. Заедно с Училището „Джулиард“ в Ню Йорк е смятан за най-престижната институция за музикално обучение в Америка.

## История
„Бъркли“ е основан от Лоурънс Бърк като Музикална къща „Шилингър“ на името на преподавателя по хармония и композиция Джоузеф Шилингър. Първоначалната идея е била изучаването и популяризирането на системата за обучение на Шилингър.
В резултат на редица промени и развитие на учебната програма през 1945 г. Л. Бърк променя името на Музикален колеж „Бъркли“, посвещавайки го на сина си Лий Бърк' (Lee Berk), който обаче се занимава с бизнес и недвижими имоти и не е учил музика.
По времето, когато колежът е открит, консерваториите са фокусирани в изучаването само на класическа музика. Мисията на Бъркли е да предложи обучение по джаз, рок и други стилове на съвременната музика, каквото дотогава не е било предлагано.
Изискванията за кандидатстване включват: минимум 2 години изучаване на основния музикален инструмент, с които ще се кандидатства, доказателство за сериозен концертен и сценичен опит, диплома от акредитирано средно училище със задоволителен успех, задоволителен резултат от положени изпити по SAT, ACT. За чуждестранни студенти се изисква и резултат от изпит по TOEFL, както и музикално прослушване на живо.

## Статистика
„Бъркли“ има най-голям процент на приети международни студенти по бакалавърски програми – 23% от повече от 70 държави, като 26,9% от всички студенти са жени, 6,8% – негри, 6,5 – латиноси, 3,3% – азиатци. 5-те най-големи студентски общности в колежа са представени от жители на Япония, Корея, Канада, Великобритания и Мексико.
Колежът предлага редовна форма на обучение с три семестъра – есенен, пролетен и летен. Есенният и пролетният са с продължителност 16 седмици, а летният семестър – 12 седмици. От 2004 г. президент на колежа е Роджър Браун.
Разполага с 230 акустични пиана и повече от 1000 преподаватели по китара.
Друг интересен факт за колежа е, че докато при всички останали музикални училища ударните инструменти са събрани в катедра, то в „Бъркли“ има цял факултет по ударни. Факултетът по ударни инструменти има 5 катедри:
- Ударни инструменти
- Вибрафон
- Маримба
- Комплект барабани
- Афро-кубински ударни инструменти

За разлика от стандартните консерватории, в които имат обикновено 1 или 2 преподаватели, „Бъркли“ разполага с 38 по ударни, от които 8 професори, 14 доценти, 11 асистенти, 5 хонорувани преподаватели. Декан на факултета е проф. Дийн Андерсън.
„Бъркли“ притежава множество студия, зали, кабинети и стаи за упражнения, отворени 16 часа на ден и включващи 52 комплекта барабани, тимпани, маримби, вибрафони, афро-кубински ударни инструменти и др., аудио записи, компютърно генерирани секвенсери за слушане и музикален анализ, синтезатори и семплери от Kurzweil, барабанни и перкусионни контролери от КАТ, MIDI (Musical Instrument Digital Interface) система и други електронни перкусионни технологии.
Студентите в „Бъркли“ са разпределени в групи от по 11 души.
Библиотеката и Стан Гетс Медия Център съхраняват над 20 000 записа, 20 000 книги, 17 000 музикални партитури и 6000 щима.

## Сгради
- 17 сгради в квартал Бак Бей в Бостън
- 3 общежития в квартал Бак Бей и Фенуеи-Кенмор
- Сграда за репетиции и упражнения в квартал Алистън Брайтън

## Специалности
Някои от специалностите в „Бъркли“ са:
- Инструментални
- Композиция
- Джаз композиция
- Музикален бизнес и мениджмънт
- Музикална терапия
- Музикална педагогика